# 神戸市立鈴蘭台中学校
神戸市立鈴蘭台中学校（こうべしりつすずらんだいちゅうがっこう）は、兵庫県神戸市北区にある公立中学校。通称は「鈴中(すずちゅう)」。

## 概要
鈴蘭台の住宅地造成による人口・生徒数増加により開校した。
2007年に創立40周年記念として校歌4部合唱を作曲し、今でも文化祭などで歌われており受け継がれている。
また、それと同時に制服もリニューアルされた。

## 沿革
- 1969年4月1日 - 神戸市立山田中学校より分離し、開校。
- 1975年 - 野球部、市大会、県大会優勝
- 1976年4月1日 - 神戸市立星和台中学校を分離し、校区変更。
- 1980年4月1日 - 神戸市立小部中学校を分離し、校区変更し、同日に特殊学級を新設
- 1983年 - 女子ハンドボール部、近畿大会３位
- 1985年 - 女子ハンドボール部、近畿大会優勝／全国大会出場
- 1987年 - 吹奏楽部が全国大会金賞を受賞／男子バレーボール部、全国大会出場

## 校訓
かんがえるひと たくましいひと たすけあうひと

## 部活動

### 運動部
- 野球部
- 陸上競技部
- バスケットボール部
- 男子卓球部
- 女子ソフトテニス部
- 女子バレーボール部

### 文化部
- 吹奏楽部
- 美術部
- 茶華道部

## 校区
- 神戸市立北五葉小学校
- 神戸市立鈴蘭台小学校
- 神戸市立藍那小学校
- 神戸市立南五葉小学校の校区のうち、南五葉1・2丁目

## 卒業生
- 上島竜兵 - ダチョウ倶楽部
- 黒田哲史 - 元プロ野球選手（西武ライオンズ）
- 脇浜紀子 - 元アナウンサー
- 岡本晃 - 元プロ野球選手（近鉄バファローズ）

## 交通アクセス
- 西鈴蘭台駅から北へ約800m

## 校区が隣接している学校
- 神戸市立山田中学校
- 神戸市立大原中学校
- 神戸市立小部中学校
- 神戸市立星和台中学校
- 神戸市立太山寺中学校
- 神戸市立桜が丘中学校